# Fleury-sur-Orne
Fleury-sur-Orne is een gemeente in het Franse departement Calvados (regio Normandië). De plaats maakt deel uit van het arrondissement Caen. Fleury-sur-Orne telde op 1 januari 2022 5.622 inwoners.
Tot 1916 heette de gemeente Allemagne (Duitsland in het Frans). Ten gevolge van de anti-Duitse gevoelens tijdens de Eerste Wereldoorlog werd de gemeente toen genoemd naar het dorp Fleury-devant-Douaumont dat volledig verwoest werd tijdens de Slag om Verdun.

## Geografie
De oppervlakte van Fleury-sur-Orne bedroeg op 1 januari 2022 6,75 vierkante kilometer; de bevolkingsdichtheid was toen 832,9 inwoners per km².
De gemeente ligt op de rechteroever van de Orne.
De onderstaande kaart toont de ligging van Fleury-sur-Orne met de belangrijkste infrastructuur en aangrenzende gemeenten.

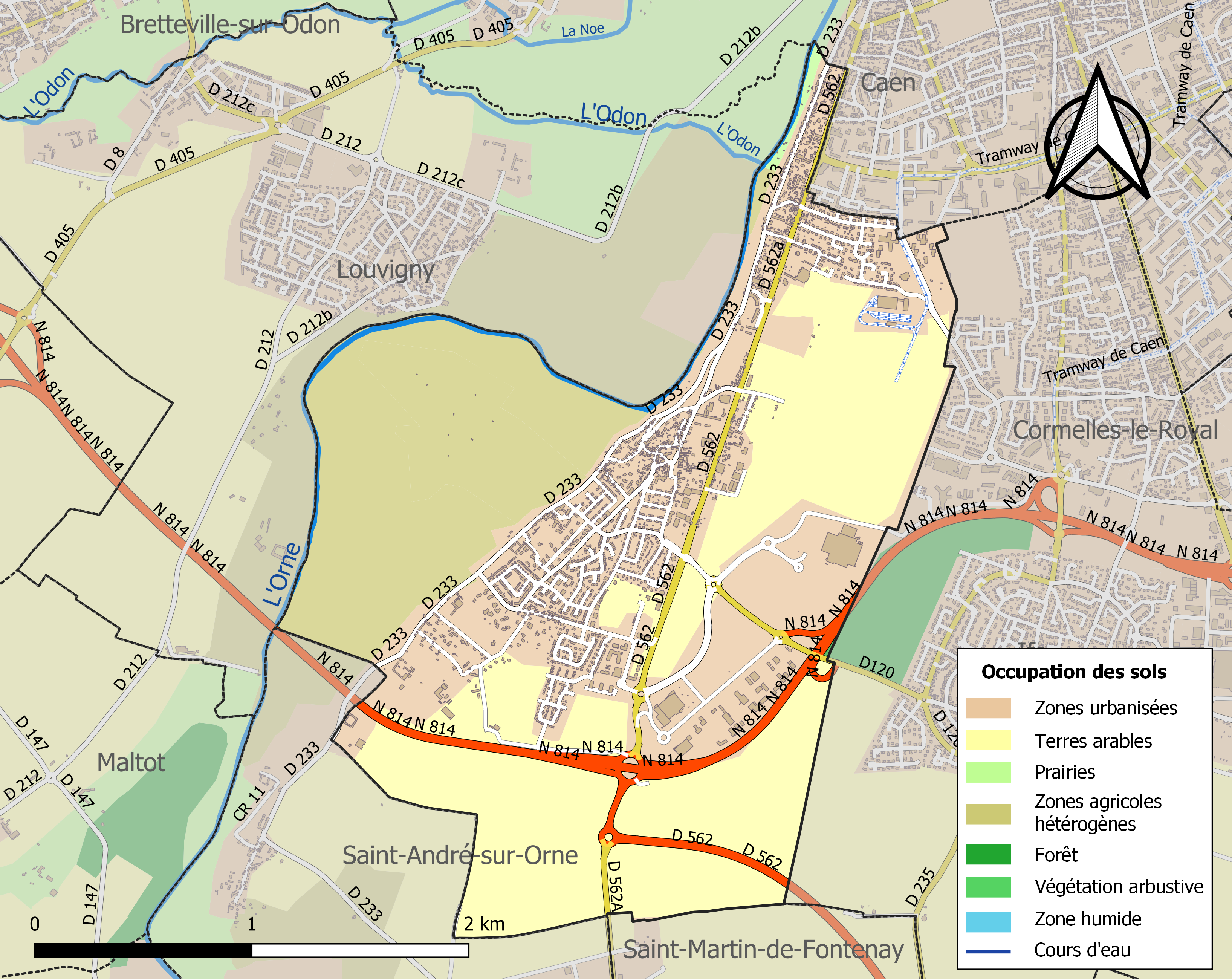

## Demografie
Onderstaande figuur toont het verloop van het inwonertal (bron: INSEE-tellingen).
Vanwege een beveiligingsprobleem met de MediaWiki Graph-software is het momenteel niet mogelijk deze grafiek weer te geven. Zodra de software is bijgewerkt zal de grafiek vanzelf weer zichtbaar worden.